# Whittington, Lichfield
Whittington är en ort och civil parish i Storbritannien.   Den ligger i grevskapet Staffordshire och riksdelen England, i den södra delen av landet, 170 km nordväst om huvudstaden London. Whittington ligger 59 meter över havet och antalet invånare är 2 085.
Terrängen runt Whittington är platt. Runt Whittington är det tätbefolkat, med 913 invånare per kvadratkilometer. Närmaste större samhälle är Walsall, 18,2 km sydväst om Whittington. Trakten runt Whittington består till största delen av jordbruksmark.